# Adolfo Cilento
Adolfo Cilento (Castellabate, 1874 – Salerno, 11 marzo 1951) è stato un avvocato e politico italiano.
Prima dell'avvento del fascismo fu consigliere provinciale a Salerno, e presidente della deputazione provinciale. Fu compagno di Giovanni Amendola nella lotta contro il regime fascista, militanza che gli costò la rimozione da ogni pubblico incarico. All'indomani dell'8 settembre fu acclamato nuovamente a capo della deputazione provinciale, carica che lasciò per entrare a far parte, il 22 aprile 1944, del secondo Governo Badoglio, coalizione di unità nazionale, in qualità di sottosegretario al Ministero dei Lavori Pubblici guidato da Alberto Tarchiani. Egli fu in questo governo in qualità di membro del CLN come rappresentante del Partito Democratico del Lavoro, che aveva contribuito a fondare, e di cui fu animatore nella provincia di Salerno. Successivamente rappresentò il medesimo partito in Parlamento in qualità di consultore nazionale. Fu sostenitore della scelta repubblicana in occasione del referundum istituzionale del 2 giugno 1946.